# Pietro Capuano
Pietro Capuano (Amalfi, ... – Viterbo, 30 agosto 1214) è stato un cardinale e teologo italiano.

## Biografia
Capuano era membro di una nobile famiglia amalfitana, che discendeva dal conte longobardo Lando de Prata. Per parte di madre era probabilmente con la nobile famiglia sorrentina dei Vulcano, dato che il Capuano stesso nel 1208 definiva i membri di questa famiglia come suoi consobrini.
Ebbe altri tre fratelli, ma sembra che fosse l'unico destinato alla carriera ecclesiastica. Dopo essere stato ordinato verso il 1170, divenne diacono del duomo di Amalfi. Grazie alle possibilità economiche familiari, riuscì a proseguire gli studi, prima forse all'Università di Bologna, poi certamente passo un lungo periodo presso l'Università di Parigi, dove entrò nella cerchia formatasi intorno a Pietro Lombardo presso la scuola della cattedrale di Notre-Dame. Ebbe un vivace scambio di idee soprattutto con due allievi del Lombardo, Pietro da Poitiers e Prepositino da Cremona.
Dopo aver insegnato all'Università di Parigi, fu creato cardinale diacono da papa Celestino III e successivamente nominato legato papale da papa Innocenzo III.
Nel 1197 fu inviato in Polonia e Boemia per stabilire alcune riforme. Nel 1198 si recò a Digione in qualità di legato. Nel gennaio 1199 riuscì a porre una tregua tra Riccardo I d'Inghilterra e Filippo II di Francia.
Partecipò al conclave del 1198 che elesse papa Innocenzo III.
Capuano partecipò alla Quarta crociata, durante la quale recuperò e traslò ad Amalfi (dove vennero accolte solennemente l'8 maggio 1208) non solo le reliquie di Sant'Andrea apostolo, ma anche molte altre, che in seguito furono distribuite ai vari paesi della Costa d'Amalfi. 
Morì il 30 agosto 1214 a Viterbo, mentre partecipava ai lavori in Curia, e fu sepolto nella Basilica di Santa Maria in Aracoeli a Roma.

## Opere
- Alphabetum in artem sermocinandi
- Summa